# Amarante hybride
Amaranthus hybridus
Espèce
Classification phylogénétique
L'amarante hybride (Amaranthus hybridus) est une espèce de plante herbacée assez grande de la famille des Amaranthacées ou des Chénopodiacées selon la classification classique de Cronquist (1981). Elle pousse souvent dans les terrains vagues. Elle porte jusqu'à 80 000 graines par pied.

## Nomenclature, étymologie
En 1753, Carl Linné a été le premier à décrire l’espèce sous le nom de Amaranthus hybridus dans Species Plantarum 2: 990. en 1753.
Le nom de genre amaranthus vient du latin amarantus qui a été employé par Pline, (HN, 21, 47) avec apparemment une autre valeur : Celosia argentea L. Le terme peut venir du grec ἀμάραντον – amaranton, synonyme de έλιχρυσον – helikhruson, (Dioscoride, 4.57) soit Helichrysum orientale Gaert., aussi Helichrysum stoechas (L.) Moench et autres ; ou synonyme de  χρυσοκόμη – khrusokomê (Dioscoride, 4, 55) : Galatella linosyris (L.) Rohb.
« qui ne flétrit pas » : dérivé du grec μαραίνοω – marainô, « mourir, flétrir »
La graphie amarantus est celle du latin classique. Mais dès le bas-latin, on a amanthus par hypercorrection, car le mot ne vient pas du grec άνθος anthos, « fleur ».
L’épithète spécifique hybridus est un terme latin signifiant « ce qui fait violence à la nature » et non pas hybride au sens moderne. Désigne souvent des plantes intermédiaires entre deux autres espèces. Le terme latin vient du grec ύβρις – hubris, « ce qui dépasse la mesure, excès, violence ».

## Synonymes
Selon Tropicos, l’espèce Amaranthus hybridus L. possède 33 synonymes dont:
- Amaranthus chlorostachys Willd.
- Amaranthus cruentus L.
- Amaranthus hecticus Willd
- Amaranthus paniculatus L.
- Amaranthus quitensis Kunth
- Amaranthus strictus Willd.

## Description
L’amarante hybride est une plante annuelle de 20 à 120 cm de haut, de forme et de coloration très variable.
Les feuilles alternes sont rhomboïdes-ovales, brusquement atténuées en pétiole.
Les fleurs verdâtres unisexuées sont rassemblées en panicules terminales compactes et en épis axillaires grêles (4 à 5 fois plus petits). Les fleurs femelles sont accompagnées de deux bractéoles plus longues que les tépales.  Ces derniers, au nombre de 5, sont membraneux, oblongs-lancéolés à obovales-elliptiques et brusquement terminés par une pointe. Les fleurs mâles portent 5 étamines. La floraison s'étale de juillet à octobre.

Cette amarante est une plante monoïque, pollinisée par le vent mais en raison de la proximité des fleurs mâles et femelles, l’autopollinisation serait très fréquente.
Les fruits ovoïdes ne comportent qu’une graine de 1,5 mm.

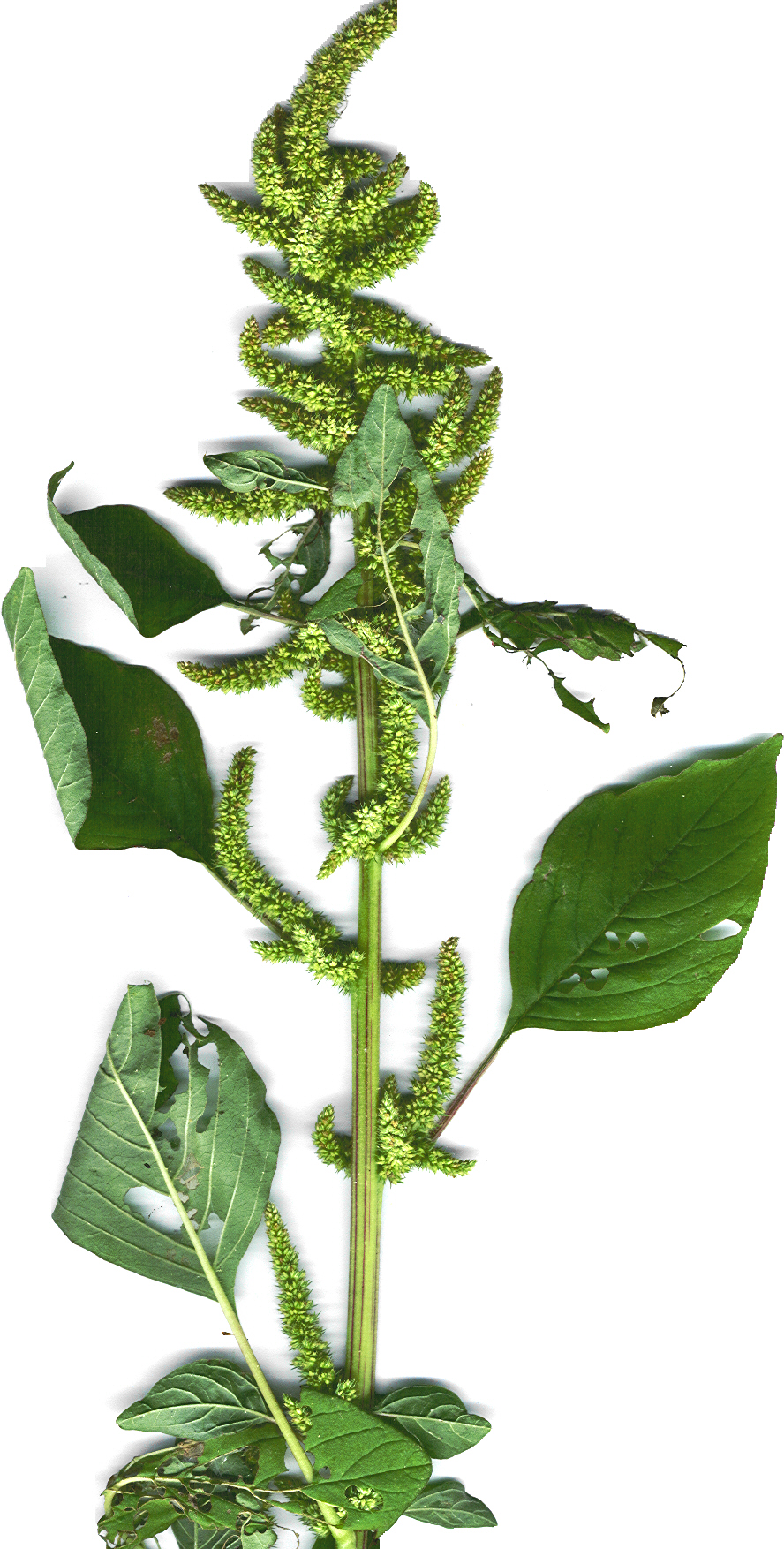
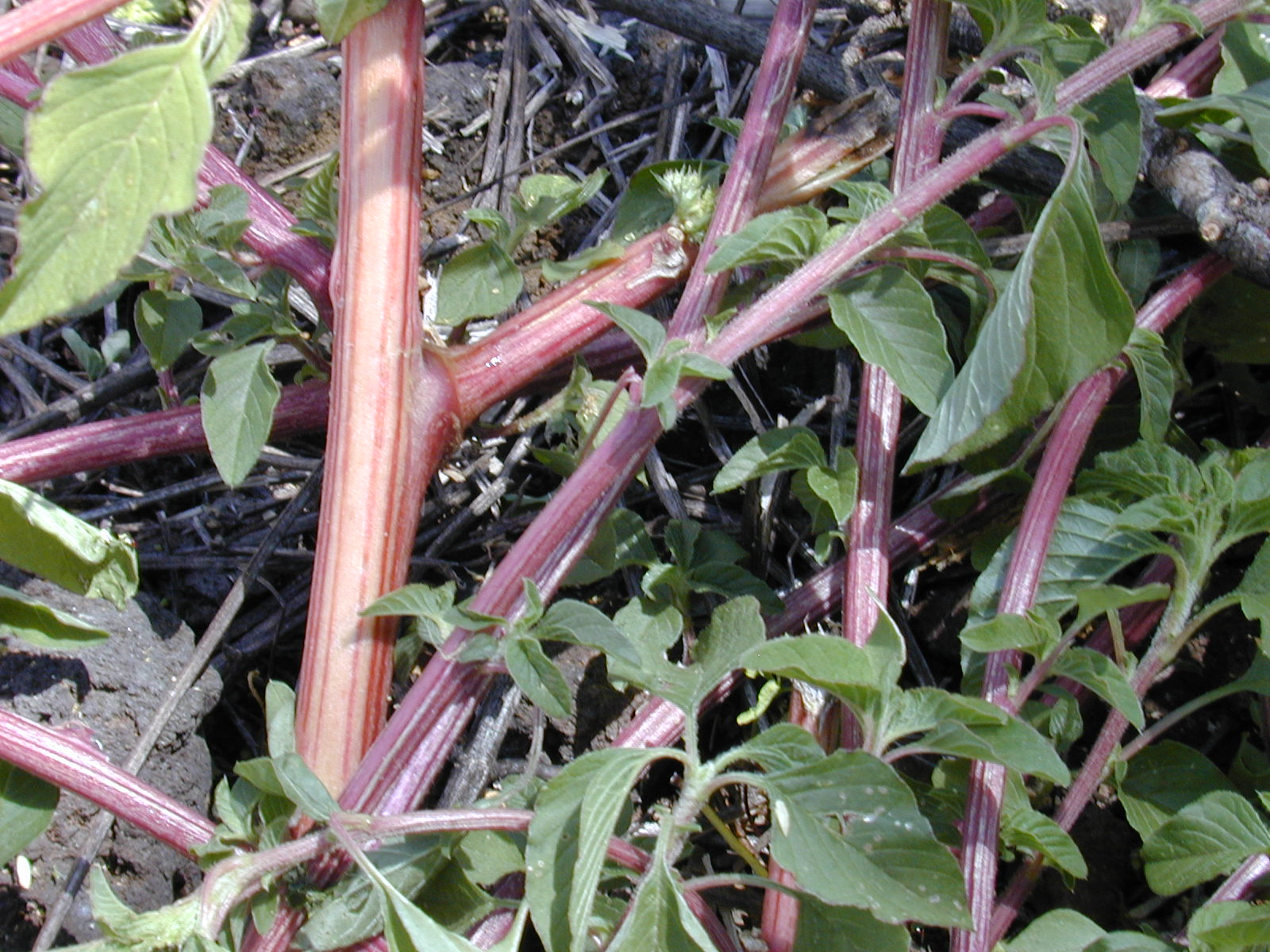
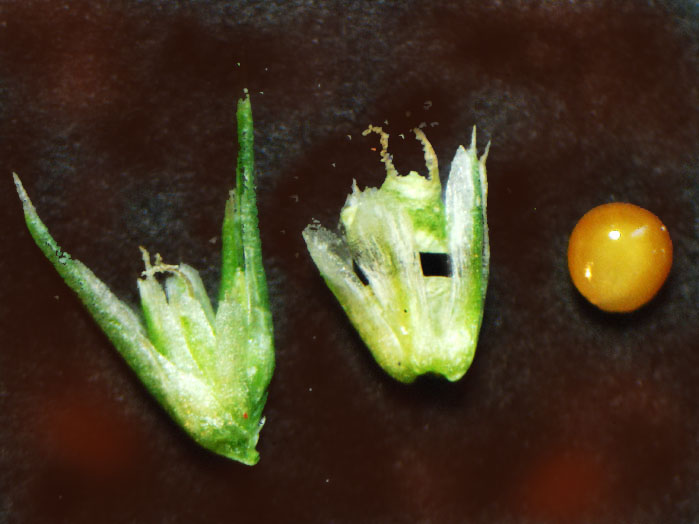
Fleurs femelles
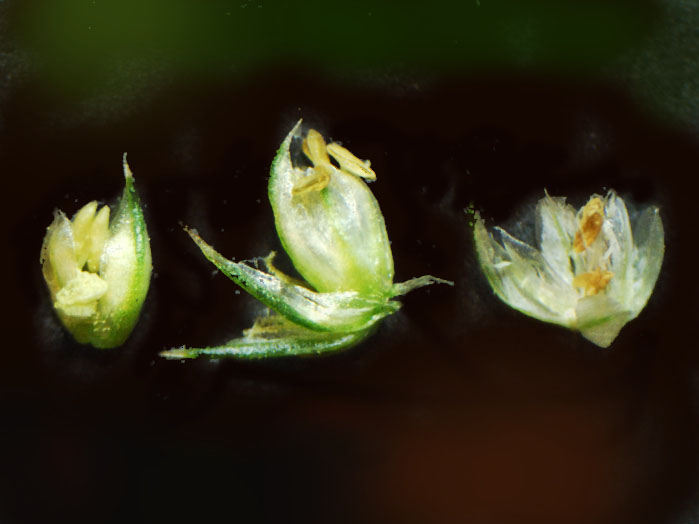
Fleurs mâles

## Aire de répartition
Selon POWO, l’aire de répartition naturelle de l’espèce s’étend du sud de l’Ontario à l’ouest de l’Amérique du Sud. Elle a été introduite par la suite presque partout en Amérique, en Afrique, en Europe occidentale, Moyen Orient, Inde, Chine, Japon, Asie du SE, Australie.
On l’observe çà et là en France. Cette adventice a une distribution mondiale puisqu'on peut la trouver en Amérique (du nord au sud), en Asie Orientale, en Australie, en Afrique et en Europe méridionale.
Elle affectionne les groupements rudéraux, les friches, les cultures.

## Dénominations
Ses noms communs sont le passe-velours et la queue-de-renard.[réf. nécessaire]

## Utilisations
L’amarante hybride est cultivée comme légume en Afrique.
De nombreux groupes de populations autochtones d'Amérique du Sud ont développé une utilisation alimentaire et médicinale de la plante, sous le nom d'ataco. La graine est consommée sous forme de farine. Elle peut aussi être cuite entière mais devient alors très gélatineuse.
C’est aussi une adventice capable, en raison de sa grande variabilité, de développer des résistances aux herbicides, aidée parfois par la culture d'OGM Roundup Ready de soja coexistant.